# Trichotropis conica
Trichotropis conica är en snäckart som beskrevs av Moller 1842. Trichotropis conica ingår i släktet Trichotropis och familjen toppmössor. Inga underarter finns listade i Catalogue of Life.